# Саут-Сентинел
Саут-Сентинел, или Южный Сентинельский остров (англ. South Sentinel Island) — один из Андаманских островов в Бенгальском заливе. Его максимальная протяжённость 1600 м, и он занимает площадь в 160 га, что намного меньше, чем Норт-Сентинел.
Остров находится в 26,5 км на северо-западе от острова Малый Андаман в южной части Андаманской цепи островов, и 59,6 км к югу Норт-Сентинела. Из имеющейся ограниченной информации можно сказать, что он является коралловым островом, поросшим лесом. В одной из публикаций, написанной в XIX веке, полковник Алкок, побывавший на нём, писал: 

«[южный остров] поднят на несколько футов над уровнем моря и окружён непрерывной цепью коралловых рифов».
Остров необитаем, но иногда используется для дайвинг-экспедиций. За исключением автономного маяка на острове нет никаких построек.